# Departamento Capital (Salta)
Das Departamento Capital liegt im Zentrum der Provinz Salta im Nordwesten Argentiniens und ist eine von 23 Verwaltungseinheiten der Provinz. 
Es grenzt im Norden an das Departamento La Caldera, im Nordosten und Osten an das Departamento General Güemes, im Süden an die Departamentos Metán und Guachipas und im Westen an die Departamentos Chicoana, Cerrillos und Rosario de Lerma. 
Die Hauptstadt des Departamento ist Salta.

## Bevölkerung
Nach Schätzungen des INDEC stieg die Einwohnerzahl von 472.971 Einwohnern (2001) auf 554.125 Einwohner im Jahre 2005.

## Städte und Gemeinden
Das Departamento Capital ist in zwei Gemeinden (Municipios) aufgeteilt:
- Salta (erste Kategorie)
- Villa San Lorenzo (comisión municipal)